# Calathea eximia
Calathea eximia är en strimbladsväxtart som först beskrevs av Karl Heinrich Koch och Carl David Bouché, och fick sitt nu gällande namn av Friedrich August Körnicke och Eduard August von Regel. Calathea eximia ingår i släktet Calathea och familjen strimbladsväxter. Inga underarter finns listade.